# Aguja José de Prado
Aguja José de Prado está enclavado en el Macizo Occidental de los Picos de Europa o Cornión, en León en la cordillera Cantábrica.
- Datos: Q5660409